# Književnost u 1675.
◄◄ | ◄ | 1672. | 1673. | 1674. | 1675.  | 1676. | 1677. | 1678. | ► | ►►
Arhitektura • Astronomija • Biologija • Glazba • Kazalište • Kemija • Kiparstvo • Knjige • Književnost • Kršćanstvo • Medicina • Politika • Pravo • Promet • Slikarstvo • Znanost
Književnost u 1675.

## Hrvatska i u Hrvata

### Rođenja
- 13. veljače – Ignjat Đurđević, hrvatski katolički svećenik, isusovac, benediktinac, barokni pjesnik i prevoditelj († 1737.)

### Smrti
- 10. veljače – Ivan Belostenec, hrvatski katolički svećenik, pavlin, propovjednik i leksikograf (* 1593. ili 1594.)

## Vanjske poveznice
|  | Zajednički poslužitelj ima još gradiva o temi Književnost u 1675. |